# Manolo Montoliu
José Manuel Calvo Bonichón (Valencia, 5 de enero de 1954 - Sevilla, 1 de mayo de 1992), más conocido por el nombre artístico de Manolo Montoliu, fue un torero y banderillero español fallecido en la Plaza de toros de la Real Maestranza de Caballería de Sevilla, donde resultó cogido tras banderillear al toro Cubatisto de la ganadería de Atanasio Fernández. Formaba parte de la cuadrilla del diestro José María Manzanares.

## Biografía
Su afición al toreo era herencia familiar, pues su padre Manuel Calvo "Montolíu", era picador. Se vistió por primera vez el traje de luces en Benicasim (Castellón) el 29 de junio de 1970. Debutó con picadores el 29 de julio de 1973 en San Feliu de Guixols (Gerona). Entre los años 1980 y 1985 formó parte de la cuadrilla de diferentes matadores, como Vicente Ruíz "El Soro", Guillermo Ciscar "Chavalo", Paco Ojeda y Antoñete.
El 2 de marzo de 1986 tomó la alternativa en la plaza de toros de Castellón, ejerciendo como padrino Julio Robles, actuando como testigo de la ceremonia Juan Antonio Ruiz "Espartaco". Confirmó la alternativa el 11 de mayo de 1986 en la Las Ventas (Madrid), en una corrida en la que estuvo acompañado por los diestros Emilio Muñoz y Pepín Jiménez. En total actuó como matador únicamente en 9 corridas. A partir del año 1987 ejerció de nuevo como banderillero, formando parte de la cuadrilla de varios diestros, entre ellos Víctor Mendes, Luis Francisco Esplá y José María Manzanares.
El 1 de mayo de 1992, cuando participaba como banderillero de la cuadrilla de José María Manzanares, en el festejo número 13 de la Feria de Abril que tuvo lugar en la Plaza de toros de la Real Maestranza de Sevilla, el toro Cubatisto de la ganadería de Atanasio Fernández que fue el primero de la tarde, le empitonó en el tórax tras colocar un par de banderillas, sufriendo una rotura cardiaca, que le produjo la muerte de forma casi instantánea. Tras conocerse la noticia, un toque de clarín anunció la desgracia, suspendiéndose la corrida en medio de un impresionante silencio.
El parte médico señalaba lo siguiente:

"Herida inciso contusa en la base y cara interna del tórax derecho. Rompe las arterias suprahepáticas, rompiendo también la base del pulmón derecho y el pericardio atravesando el ventrículo derecho del corazón y la aurícula izquierda, rompiendo el lóbulo superior del pulmón izquierdo llegando hasta la base izquierda del cuello. Ingresó en la enfermería prácticamente cadáver, sin reflejos, sin respiración. Inmediatamente se procedió a abrir el tórax, a realizar maniobras de resucitación sin que se pudiera lograr en ningún momento la resucitación del paciente".

A su funeral asistieron dos mil personas, fue enterrado en el Cementerio de Valencia. Junto a la plaza de toros de Valencia, en la calle Játiva, tiene un monumento inaugurado en 1995 en recuerdo a su persona. Dicho monumento ha sido objeto en repetidas ocasiones de actos vandálicos.